# 刘耀枢
劉耀枢（?—?），十国南漢初代高祖皇帝劉龑的長子。
南漢高祖劉龑有19子，劉耀枢为長子。生母不詳。大有5年（932年），劉耀枢被封为邕王（《南漢書》，《十国春秋》作雍王），不久去世。
清代史书《十国春秋》卷61・南漢4・列传、《南漢書》卷8・諸王公主列传・高祖諸子部为他立传。后来南漢第二代皇帝殤帝劉玢为劉龑的第三子，第三代皇帝中宗劉晟为劉龑的第四子。